# Das Königsprojekt
Das Königsprojekt (în română: Proiectul Regal) este un roman științifico-fantastic scris în limba germană de Carl Amery și publicat în 1974. Cartea a fost prima dintre cele trei romane science fiction scrise de Amery, alături de Der Untergang der Stadt din Passau și An den Feuern der Leyermark.

## Fundal
Romanul lui Amery, situat mai ales în Roma și referitor la Vatican, se reflectă în educația sa de catolic bavarez, care a studiat la Universitatea Catolică din America.

## Prezentare
Vaticanul primește de la Leonardo da Vinci o mașină a timpului după moartea inventatorului. Membrii aleși ai Gărzii Elvețiene care îl păzesc pe Papă sunt trimiși înapoi în timp pentru a schimba istoria în favoarea Bisericii Catolice. Toate aceste călătorii sunt supravegheate de un grup foarte mic de oficiali ai bisericii și fără cunoștința actualului Papă.
Vaticanul își dă seama că evenimentele istorice majore nu pot fi prevenite, doar detaliile lor pot fi modificate. De exemplu, reforma protestantă nu poate fi desființată, doar detaliile pot fi schimbate: Martin Luther nu poate fi ucis înainte de a publica Cele 95 de teze, dar încercarea eșuată de asasinare a sa de către un agent călător în timp este interpretată de Luther ca o vizită a diavolului.
În 1688, proiectul Progetto Reale (Proiectul Regal) este întreprins de bărbați responsabili ai departamentului de călătorii în timp. Scopul proiectului este de a restabili catolicismul în Anglia prin restaurarea Casei de Stuart. Biserica Catolică își dă seama că Stuarții sunt prea slabi pentru scopurile lor și în schimb aleg Casa bavareză de Wittelsbach ca o alternativă. În scopul legalizării revendicării la tronul britanic, un membru al Gărzii Elvețiene, Arnold Füßli, este trimis să schimbe Piatra de Scone cu un fals. În timp ce această misiune reușește, piatra este depozitată în ceea ce mai târziu devine un rezervor și astfel este pierdută pentru cauză.
Principalul bun al Bisericii, soldatul său loial din Garda Elvețiană, Franz Defunderoll, alege, totuși, să-și găsească și să-și întâlnească sinele încrezător în viitor.
În cele din urmă, mașina timpului este distrusă.
În finalul cărții, trupele bavarezo-scoțiene rebele se sacrifică în rezervor încercând să recupereze Piatra.

## Traduceri
- În limba cehă de Jan Hlavička, titlu: Královský projekt, Ivo Železný 1997[2]

## Ediții
- Piper, 1974: ISBN: 3-492-02074-7
- Deutscher Taschenbuchverlag, 1978:
- Heyne, 1984: ISBN: 3-453-31031-4
- Süddeutsche Verlag, 1987: ISBN: 3-7991-6366-2